# Volta a Polònia 2006

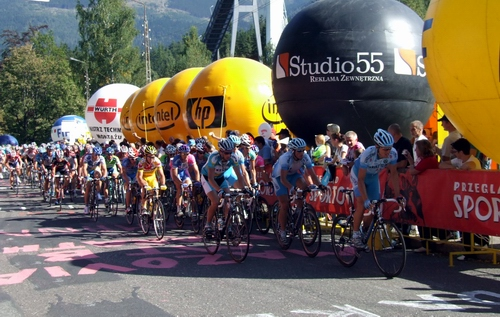
Imatge del pilot al seu pas per Karpacz durant la Volta a Polònia de 2006.

La Volta a Polònia 2006 fou la 63a edició de la Volta a Polònia i es disputà entre el 4 i el 10 de setembre de 2006, sent la darrera prova del circuit UCI ProTour 2006. El recorregut de la cursa era de 1.221,5 km repartits entre 7 etapes.
El vencedor final fou l'alemany Stefan Schumacher, de l'equip Gerolsteiner, seguit per Cadel Evans i Alessandro Ballan.

## Equips participants
Els 20 equips ProTour hi prenen part més tres equips amb wild-card (Miche, Ceramica Flaminia i Intel-Action)
| N.      | Cod. | Equips                         |
| ------- | ---- | ------------------------------ |
| 1-8     | TMO  | T-Mobile Team                  |
| 11-18   | CSC  | Team CSC                       |
| 21-28   | PHO  | Phonak Hearing Systems         |
| 31-38   | GCE  | Caisse d'Epargne-Illes Balears |
| 41-48   | LAM  | Lampre-Fondital                |
| 51-58   | RAB  | Rabobank                       |
| 61-68   | AST  | Astana-Würth                   |
| 71-78   | DSC  | Discovery Channel              |
| 81-88   | DVL  | Davitamon-Lotto                |
| 91-98   | QSI  | Quick Step-Innergetic          |
| 101-108 | GST  | Gerolsteiner                   |
| 111-118 | EUS  | Euskaltel-Euskadi              |

| N.      | Cod. | Equips               |
| ------- | ---- | -------------------- |
| 121-128 | SDV  | Saunier Duval-Prodir |
| 131-138 | MRM  | Team Milram          |
| 141-148 | COF  | Cofidis              |
| 151-158 | C.A  | Crédit Agricole      |
| 161-168 | LIQ  | Liquigas             |
| 171-178 | FDJ  | Française des Jeux   |
| 181-188 | BTL  | Bouygues Télécom     |
| 191-198 | A2R  | AG2R Prévoyance      |
| 201-208 | MIE  | Miche                |
| 211-218 | FLM  | Ceramica Flaminia    |
| 221-228 | INT  | Intel-Action         |

## Etapes
| Etapa    | Data           | Recorregut               | Km  | Vencedor d'etapa  | Líder             |
| 1a etapa | 4 de setembre  | Pułtusk - Olsztyn        | 214 | Max van Heeswijk  | Max van Heeswijk  |
| 2a etapa | 5 de setembre  | Ostroda - Elbląg         | 123 | Daniele Bennati   | Wouter Weylandt   |
| 3a etapa | 6 de setembre  | Gdansk - Toruń           | 225 | Fabrizio Guidi    | Fabrizio Guidi    |
| 4a etapa | 7 de setembre  | Bydgoszcz - Poznań       | 183 | Daniele Bennati   | Daniele Bennati   |
| 5a etapa | 8 de setembre  | Legnica - Jelenia Gora   | 192 | Stéphane Augé     | Daniele Bennati   |
| 6a etapa | 9 de setembre  | Szczawno-Zdrój - Karpacz | 162 | Stefan Schumacher | Stefan Schumacher |
| 7a etapa | 10 de setembre | Jelenia Góra - Karpacz   | 126 | Stefan Schumacher | Stefan Schumacher |

## Classificació general
|    | Ciclista             | Equip           | Temps       |
| -- | -------------------- | --------------- | ----------- |
| 1  | Stefan Schumacher    | Gerolsteiner    | 31h 09' 41" |
| 2  | Cadel Evans          | Davitamon-Lotto | + 18"       |
| 3  | Alessandro Ballan    | Lampre-Fondital | + 31"       |
| 4  | Marek Rutkiewicz     | Intel-Action    | m. t.       |
| 5  | Aleksandr Kolobnev   | Rabobank        | + 39"       |
| 6  | Aleksandr Botxarov   | Crédit Agricole | + 40"       |
| 7  | Cristian Moreni      | Cofidis         | + 45"       |
| 8  | Vincenzo Nibali      | Liquigas        | + 52"       |
| 9  | Marzio Bruseghin     | Lampre-Fondital | + 56"       |
| 10 | Leonardo Bertagnolli | Cofidis         | + 1'01"     |

| Pos | Ciclista        | Equip                  | Pts |
| --- | --------------- | ---------------------- | --- |
| 1   | Wouter Weylandt | Quick Step-Innergetic  | 81  |
| 2   | Daniele Bennati | Lampre-Fondital        | 74  |
| 3   | Fabrizio Guidi  | Phonak Hearing Systems | 72  |

| Pos | Ciclista         | Equip           | Pts |
| --- | ---------------- | --------------- | --- |
| 1   | Bartosz Huzarski | Intel-Action    | 50  |
| 2   | Joost Posthuma   | Rabobank        | 37  |
| 3   | Marzio Bruseghin | Lampre-Fondital | 31  |

### Classificació dels esprints intermedis
| Pos | Ciclista       | Equip                 | Pts |
| --- | -------------- | --------------------- | --- |
| 1   | Marcin Osiński | Intel-Action          | 15  |
| 2   | Guido Trenti   | Quick Step-Innergetic | 6   |
| 3   | Sven Krauss    | Gerolsteiner          | 5   |